# Municipalità di Tumby Bay
La municipalità di Tumby Bay (District Council of Tumby Bay) è una Local Government Area che si trova in Australia Meridionale. Essa si estende su una superficie di 2.615,9 chilometri quadrati e ha una popolazione di 2.757 abitanti. La sede del consiglio si trova a Tumby Bay.
La municipalità insiste sulla zona costiera sud-orientale della penisola di Eyre, affacciandosi sul golfo di Spencer.

## Storia
La municipalità venne istituita nel 1906 attorno al suo capoluogo Tumby Bay, la cui fondazione risale a soli sei anni prima: il territorio della municipalità venne distaccato dalla già esistente municipalità di Lower Eyre Peninsula, della quale Port Lincoln rappresentava ai tempi il capoluogo.

## Località
La municipalità comprende una serie di insediamenti costieri e un numero di paeselli rurali nell'entroterra, di seguito indicati in ordine alfabetico:
- Brooker
- Butler
- Cockaleechie
- Koppio
- Lipson
- Moody
- Port Neill
- Tumby Bay
- Ungarra
- Yallunda Flat

Fa amministrativamente parte della municipalità di Tumby Bay anche la sezione occidentale dell'area protetta di Hincks.

## Cronologia dei sindaci
- James Kintore Schramm (1934–1964)[4]
- William Robert Pfitzner (1964–1968) [4]
- Kenneth Howard Ware (1968–1976)[4]
- Colin Fergus Chilman (1977–1983)[4]
- Ian James Whiting Pearson (1983–?)